# Меркуриметрия
Метод основан на образовании устойчивых комплексных соединений при взаимодействии раствора ртути (II) c ионами Cl−, Br−, I−, CN−:
Hg2+ + 2Cl− = [HgCl2].
Титрант метода, 0.1М раствор нитрата ртути (II), готовят как вторичный стандартный раствор. Стандартизуют по растворам NaCl, KCl. 
Конечную точку титрования определяют индикаторным и безындикаторным методом. В индикаторном методе используются такие индикаторы:
- нитропруссид натрия  Na2[Fe(CN)5NO] (осадок белого цвета),
- дифенилкарбазид и дифенилкарбазон (комплексное соединение ртути синего цвета).

При определении йодид-ионов используют безиндикаторный метод, титрование проводят до появления розовой мути. При этом получают несколько заниженный результат, в связи с чем к израсходованному на титрование объему  раствора нитрата ртути (II) прибавляют поправку, величина которой пропорциональна общему объёму титруемой смеси, из расчета на 20.00 см3 смеси 0.35 см3 объема титранта.
Меркуриметрическим методом можно также определить и соли ртути (II), при этом в качестве титранта используют NH4CNS, а в качестве индикатора — соли железа(III).